# Mulan rejoint l'armée (film, 1928)
Pour les articles homonymes, voir Mulan rejoint l'armée.
Pour plus de détails, voir Fiche technique et Distribution.
Mulan rejoint l'armée (chinois simplifié : 木兰从军 ; chinois traditionnel : 木蘭從軍 ; pinyin : Mùlán cóngjūn) est un film historique de guerre chinois réalisé par Hou Yao et produit par les studios Minxin. Il s'agit d'une adaptation de la pièce de théâtre Mulan rejoint l'armée (en) créée en 1917, elle-même inspirée de la légende chinoise de Hua Mulan.
Minxin a investi 30 000 yuans pour envoyer une équipe de 20 personnes dans le nord de la Chine afin d'utiliser quatre cents soldats pendant le tournage. Malheureusement pour Minxin, le film a été devancé en 1927 par Hua Mulan rejoint l'armée (Hua Mulan Congjun) de la société concurrente Tianyi, réalisé par Li Pingqian (zh) et interprété par Hu Shan, la sœur cadette du célèbre Hu Die.
Ce film est considéré comme perdu.

## Fiche technique
- Titre français : Mulan rejoint l'armée[4],[5]
- Titre original : 木兰从军, Mùlán cóngjūn
- Réalisation : Hou Yao
- Sociétés de production : Minxin
- Pays de production :  République de Chine
- Langue originale : mandarin
- Format : couleurs
- Genres : film historique de guerre
- Date de sortie :
  - Chine : 1928

## Distribution
- Lee Ya-Ching : Hua Mulan
- Lim Cho Cho (林楚楚)
- Liang Menghen (梁夢痕)